# Đurđa Fočić
Đurđa Fočić (Zagreb, 28. srpnja 1948.), hrvatska atletičarka. Natjecala se za Jugoslaviju.
Natjecala se na Olimpijskim igrama 1968. u petoboju, a osvojila je 17. mjesto. U istoj je disciplini na OI 1972. i 1976. osvajala 11. mjesto.
Na Mediteranskim igrama 1967. osvojila je tri srebrene medalje, u utrci na 80 metara s preponama, skoku u dalj i skoku u vis. Na MI 1971. osvaja bronce u utrci na 100 metara s preponama i u štafetnoj utrci 4 x 100 metara. Još tri medalje osvaja na MI 1975. Brončanu medalju osvaja u skoku u vis i štafetnoj utrci 4 x 400 metara, a srebro u štafeti 4 x 400 metara.
Bila je članica Trešnjevke i Mladosti iz Zagreba.